# Maiolino Bisaccioni
Le comte Maiolino Bisaccioni né en 1582 à Ferrare et mort le 8 juin 1663 à Venise, est un historien et romancier italien.

## Biographie
Maiolino Bisaccioni nait à Ferrare, en 1582, d’une famille noble et ancienne de Jesi, ville de l’État de l’Église. Girolamo Maiolino Bisaccioni, son père, était poète et professeur de rhétorique et de poésie à l’université de cette ville. Il a laissé une comédie en vers, intitulée : Falsi pastori en 1605, et des poésies lyriques éparses dans divers recueils. Le jeune Bisaccioni fit ses études à Bologne, et y fut reçu docteur en droit. Il prit d’abord l’état militaire, entra à seize ans au service de la république de Venise, et eut avec le capitaine Cresti une affaire d’honneur, qu’il soutint avec fermeté. En 1603, après une campagne en Hongrie, où il avait donné d’autres preuves de courage et de vivacité, il se battit en duel avec Alexandre Gonzague, sous les ordres de qui il servait, ce qui l’obligea de sortir des États de l’Église. Il se mit alors à exercer la profession d’homme de loi dans le duché de Modène. Nommé podestat de Baiso, il fut accusé auprès du duc, d’avoir tiré un coup d’arquebuse contre un particulier, et mis provisoirement en prison ; mais cette accusation étant reconnue fausse, le duc lui donna comme réparation une podestaterie supérieure. Le prince de Correggio lui confia la régence de son État, et réunit dans sa main l’administration civile et militaire. Il fut à nouveau mis en prison ; mais ayant prouvé son innocence, le prince le combla de marques d’honneur, l’admit plusieurs fois à sa table, le conduisit publiquement dans son carrosse, et le nomma l’un des parrains d’un tournoi, où lui-même paraissait au nombre des combattants. Le cardinal évêque de Trente le fit gouverneur de cette ville, et commissaire des milices de toute la principauté. Il reprit ensuite l’état militaire, fut lieutenant général du prince de Moldavie, et se trouva, en 1618, au de siège de Vienne, où il défendit, seul avec le comte de Buquoy, commandant des troupes impériales et cinq autres officiers généraux, le pont de cette ville attaquée par les troupes de Bohême, jusqu’au moment où les milices vinrent à leur secours. Il traita en 1622 à Rome des intérêts de plusieurs princes auprès du pape? Il gouverna au nom du prince d’Avellino son petit État, il fut ensuite employé à la cour de Savoie par le duc Victor-Amédée et par la duchesse dans des affaires importantes[Lesquelles ?]. Il servit dans l’armée piémontaise sous le nom de comte de St-George, et il se battit encore en duel avec un officier du duc de Mantoue. Enfin, las de cette vie agitée, il alla chercher le repos à Venise, où il écrivit la plus grande partie de ses ouvrages. Il y rendit sans doute des services à la cour de France, car il reçut du roi le titre de gentilhomme de la Chambre, le cordon de St-Michel, et le titre de marquis. Tous ces honneurs, qui ne furent apparemment accompagnés ni de pensions, ni d’honoraires, ne l’empêchèrent pas de se trouver réduit à la plus extrême pauvreté. Il mourut le 8 juin 1663. Il était membre de plusieurs académies, de Naples, de Palerme, etc.

## Œuvre
Maiolino Bisaccioni a laissé un grand nombre d’ouvrages, dont les principaux sont :
- une lettre fort rare, et de peu d’étendue, adressée, en 1617, par Bisaccioni au célèbre poète Fulvio Testi, qui s’était donné le tort d’écrire contre lui un libelle injurieux sous le faux nom de Niccolò Gallini. De l’humeur dont on a vu qu’était notre auteur, on peut se figurer de quel ton il répondit à cette attaque. Sa lettre, qui finit par une espèce de défit, est intitulée : Copia d’una lettera scritta dal sign. D. de Majolino Bisaccioni a un certo Fulvio Testi, etc. sans nom de lieu et sans date, et de trois seuls feuillets in-4°.
- Statuti e Privilegi della sacra religione Constantiniana, Trente, 1624, in-4°.
- Plusieurs écrits historiques sur les guerres d’Allemagne, publiés depuis 1633 jusqu’en 1642.
- Continuazione dell’Istorie de’ suoi tempi di Alessandro Zilioli, Venise, 1652 et 1653, in-4°. Zilioli avait conduit ses histoires jusqu’à l’an 1636, la continuation s’étend jusqu’en 1650, c’est-à-dire jusq’après la paix de Munster.
- Istoria delle guerre civili di questi tempi, cioè d’Inghilterra, Catalogna, Francia, etc. Venise, 1653 et 1655, in-4°.
- L’Art d’écrire un chiffres (lo Scrivere in zifferra), Gênes, 1636, in-8°.
- Sensi civili sopra il perfetto capitano, con le considerazioni sopra la tattica di Leone imperatore, Venise, 1642, in-4° ; Messine, 1660, in-4°.
- Plusieurs drames en musique : Ercole amante in Lidia[1]; Semiramide in India ; l’Orithia ; Vereconda l’Amazone d’Aragona, publiés à Venise, 1645, 1648, 1650 et 1651, in-12, et un ouvrage accompagné de gravures, sur les spectacles donnés au nouveau théâtre de Venise, intitulé : Apparati scenici per il teatro novissimo di Venezia l’anno 1644, descritti da Majolino Bisaccioni, intagliati da Marco Boschini, Venise, 1644, in-fol.
- Plusieurs romans et nouvelles : l’Albergo, favole tratte del Vero, Venise, 1638 et 1640, 2 vol. in-12 ; la Nave, ovvero novelle amorose e politiche, Venise, 1643, in-4° ; Demetrio Moscovita, istoria tragica, Rome, 1643, in-12 ; il Porto, novelle più vere che finte, Venise, 1664, in-12. Ce sont douze nouvelles, que l’auteur suppose racontées par les passagers d’un vaisseau près d’entrer au port.
- Des traductions italiennes de plusieurs romans français, entre autres de la Rosane et de l’Ariane de Desmarets, Venise, 1655 et 1656 ; de la Clélie de mademoiselle Scudéri, Venise, 1656 ; de la Cassandre de la Calprenède ; de la Cléopâtre, etc.